# Municipio de Sunnyside (Dakota del Sur)
El municipio de Sunnyside (en inglés: Sunnyside Township) es un municipio ubicado en el condado de Pennington en el estado estadounidense de Dakota del Sur. En el año 2010 tenía una población de 16 habitantes y una densidad poblacional de 0,16 personas por km².

## Geografía
El municipio de Sunnyside se encuentra ubicado en las coordenadas 44°12′37″N 102°19′33″O / 44.21028, -102.32583. Según la Oficina del Censo de los Estados Unidos, el municipio tiene una superficie total de 100.79 km², de la cual 100,65 km² corresponden a tierra firme y (0,14 %) 0,14 km² es agua.

## Demografía
Según el censo de 2010, había 16 personas residiendo en el municipio de Sunnyside. La densidad de población era de 0,16 hab./km². De los 16 habitantes, el municipio de Sunnyside estaba compuesto por el 100 % blancos. Del total de la población el 0 % eran hispanos o latinos de cualquier raza.